# 心灵旋律
《馬里布旋律》（英語：Malibu Country），又譯《心靈旋律》，是一部由著名鄉村女歌手瑞芭·麥肯泰爾主演的美国家庭溫馨情景喜剧，本片于2012年11月2日起在美国广播公司播出。本劇開播收視創下ABC近五年來於周五檔期中，收視最佳的一次。
2013年4月23日，凱文·亞培離開了劇組，並宣布製作人改由納斯特倫·帝柏接手。
2013年5月10日，該劇被ABC取消了續定，因此本劇僅有一季，將無續集。

## 简介
故事講述一位鄉村女歌手瑞芭·嘉樂格爾和同是鄉村歌手的丈夫結婚後，為了支持丈夫及照顧兒女，她放棄了自己的夢想，但卻換來丈夫的背叛，於是她決定果斷的和丈夫離婚，並帶著兩個兒女及母親，離開這個純樸的鄉村，來到用離婚從丈夫那得來的唯一財產－位於馬布的一棟靠近海邊的小屋，展開全新的人生。
馬里布是個生活無憂無慮、人人嚮往自由的地方，對於瑞芭這個來自純樸鄉村的女性來說，馬里布生活的方式令她非常不習慣，在種種的不適應之下，瑞芭開始懷疑自己的決定，但是在兒女及母親，還有新鄰居小金以及唱片公司的新好友的幫助下，她開始學習如何在馬里布生存，並開始追求逝去的夢想。

## 演员和角色

### 主要角色
- 瑞芭·麥肯泰爾 飾演 瑞芭·麥肯齊／Reba MacKenzie

離婚前叫：瑞芭·嘉樂格爾(Reba Gallagher)，鄉村女歌手，凱許與瓊恩的母親，莉莉梅的女兒，在離開負心漢丈夫後，舉家搬到馬布生活，重新開始追逐消逝的夢想。
- 莉莉·湯姆林 飾演 莉莉梅·麥肯齊／Lillie Mae MacKenzie

瑞芭的母親，是瑞芭承受龐大壓力時，依靠的對象，有時也是個無厘頭又尖酸苛薄的母親。
- 莎拉·露（英语：Sara Rue） 飾演 金·賽倫吉／Kim Sallinger

瑞芭在馬里布的新鄰居，是個傻貴婦。是個非常自由、八卦、樂觀的女性。
- 賈斯汀·普倫帝斯 飾演 凱許·嘉樂格爾／Cash Gallagher

瑞芭的兒子，瓊恩的哥哥，個性敦厚老實，總是傻呼呼的，常被嘲笑是個鄉巴佬。
- 茱麗葉·安傑洛 飾演 瓊恩·嘉樂格爾／June Gallagher

瑞芭的女兒，凱許的妹妹，是個模範生。
- 傑·羅德里格茲（英语：Jai Rodriguez） 飾演 杰弗瑞／Geoffrey

唱片公司的助理，同性戀者，協助瑞芭重回音樂界的幫手。

### 其他角色
- 傑弗瑞·若德林 飾演 鮑比·嘉樂格爾／Bobby Gallagher

瑞芭的前夫。
- 哈德森·譚姆斯 飾演 賽吉／Sage

小金的繼子，欺騙所有人自己是同性戀者，實則為異性戀者。喜歡瓊恩，後成為瓊恩的男友。
- 賴瑞·威爾墨爾（英语：Larry Wilmore） 飾演 克拉克先生／Mr. Clark

凱許與瓊恩學校的校長。
- 詹姆士·派翠克·史都爾（英语：James Patrick Stuart） 飾演 巴塔先生／Mr. Bata

唱片公司老闆。

## 集數總覽
| 季數 | 季數 | 集數 | 首播日期      | 首播日期      |
| 季數 | 季數 | 集數 | 首播日        | 季終          |
| ---- | ---- | ---- | ------------- | ------------- |
|      | 1    | 18   | 2012年11月2日 | 2013年3月22日 |

## 各季分集

### 第一季
| 總集數 | 季中集數 | 主題                                        | 導演            | 編劇                                                | 首播日         | 收視 (百萬) |
| --- | -------- | ------------------------------------------- | --------------- | --------------------------------------------------- | -------------- | ----------- |
| 1 | 1        | 來到馬里布 Pilot                              | 約翰·帕斯昆     | 原創： 大衛·A.·史都華 & 大衛·哈里斯 劇本：凱文·亞培 | 2012年11月2日  | 9.13        |
| 鮑比外遇的報導再次席捲而來，記者會上，鮑比希望瑞芭像之前一樣，在媒體面前挺他，但這次瑞芭決定不再忍受鮑比，於是公開表示要離開鮑比。瑞芭舉家搬到在離婚後，從前夫那獲得的處在馬里布的房子，準備展開全新的生活。這時凱許因為同學嘲笑他是鄉巴佬而希望回去納士維，反而瓊恩因為有了新朋友想要留下，而瑞芭發現瓊恩竟然和表示自己是同性戀者的賽吉正在“練習接吻”，於是跑去找賽吉的繼母小金談論此事，小金卻不以為然，馬里布開放的生活風格讓瑞芭趕到相當不習慣，而重新思考搬到馬里布是否是個正確的決定… |          |                                             |                 |                                                     |                |             |
| 2 | 2        | 勇敢踏出第一步 Baby Steps                   | 安迪·卡德福     | 帕特·布拉德                                         | 2012年11月9日  | 7.34        |
| 雜誌上，再次報導著鮑比的新戀情，小金深怕瑞芭看了會傷心，於是將所有雜誌都買下，並跑到瑞芭家，告訴了莉莉梅，莉莉梅相信瑞芭能勇敢面對此事，於是莉莉梅直截了當的拿著雜誌給瑞芭，瑞芭表示不在乎，其實心中正燃起熊熊烈火。凱許來到賽吉家，發現賽吉正和其他女生"練習接吻"，於是凱許跑回家告訴了瓊恩此事，瓊恩同樣表示不在乎，其實心中正燃起忌妒之火。小金決定為瑞芭尋覓第二春，瑞芭考慮許久，決定要踏出婚姻的陰霾，而答應了小金安排的約會。瑞芭赴約前，發現瓊恩悶悶不樂的，才發現瓊恩似乎喜歡上了賽吉，於是瑞芭將自己的經歷及感想告訴了瓊恩，讓瓊恩豁然開朗。最後，因為瑞芭遲到，約會也因此取消，但是瑞芭並沒有徒勞，因為她勇敢跨出了第一步… |          |                                             |                 |                                                     |                |             |
| 3 | 3        | 夢想前進 Shell Games                        | 安德魯·D·韋曼   | 丹尼爾·史威倫·貝克爾                                | 2012年11月16日 | 6.67        |
| 瑞芭將自己創作並錄好的歌曲送去給傑弗瑞，希望能給唱片公司的老闆巴塔先生鑑識。瑞芭焦慮的等待著傑弗瑞的電話，希望自己能夠成功，這時，小金建議她應該親自去唱片公司找傑弗瑞，問個清楚，於是瑞芭照辦了。傑弗瑞因為畏懼巴塔先生，而退卻，在瑞芭的鼓勵之下，傑弗瑞鼓起勇氣將唱片拿給了巴塔先生聽。瑞芭等了許久，傑弗瑞終於從巴塔先生的辦公室走出來，傑弗瑞告訴瑞芭巴塔先生非常喜歡，當瑞芭正滿懷欣喜之時，傑弗瑞卻告訴瑞芭這首歌將要給饒舌歌手崔維·麥考伊唱。瑞芭對於不能唱自己的歌正感到傷心的這時，小金再次建議她應直接找崔維討論"何不一起唱這首歌呢"，最後，崔維覺得瑞芭的提議非常新穎，於是決定一同錄製音樂… |          |                                             |                 |                                                     |                |             |
| 4 | 4        | 凱許的車 Cash's Car                         | 戴維·崔納       | 麥特·貝瑞                                           | 2012年11月23日 | 6.53        |
| 凱許16歲生日到來，瑞芭買了一台凱許一直想要的新型運動腳踏車作為凱許的生日禮物，而這天鮑比也會前來馬里布為凱許慶生。當鮑比開著敞篷跑車來到瑞芭家，並告訴大家這台車是給凱許的禮物時，凱許興奮不已，但瑞芭卻感到非常不高興，認為鮑比沒先知會她是非常不尊重她的行為。瑞芭和莉莉梅談論著母親總是扮黑臉的心酸，這讓懷孕的小金非常困惑甚至開始猶豫。瑞芭非常氣憤的質問鮑比，才得知凱許打電話告訴鮑比自己無法融入馬里布的事情，當瑞芭正感到自責時，發現了凱許是為了得到車子才說了謊，讓瑞芭非常生氣… |          |                                             |                 |                                                     |                |             |
| 5 | 5        | 離我女兒遠一點 Not With My Daughter         | 安德魯·D·韋曼   | 克瑞斯·可思 & 那斯提綸·戴伯伊                       | 2012年11月30日 | 6.31        |
| 瓊恩和小金成了好朋友，因此瓊恩成天都在和小金傳簡訊，兩人更常常膩在一起，讓瑞芭感到有些被女兒冷落的感覺。凱許被別人取笑不是“本地人”，加上凱許覺得自己只是個“男孩”，因此有些傷心，於是莉莉梅決定要讓凱許蛻變成一個真正的男人。瑞芭看到瓊恩總是和小金膩在一起有些不是滋味，於是提議兩人一同來個“母女”逛街約會。瑞芭和瓊恩來到了時尚服裝店，雖然那裡的衣服價格高的嚇人，但是為了融入瓊恩的生活，瑞芭堅持要待在那間服裝店，還試穿了那裡的衣服，瓊恩瘋狂的和小金傳簡訊，終讓瑞芭受不了，才發現瓊恩根本不想和自己出來逛街。經過莉莉梅的調教，凱許相信自己已經是個“男人”，於是出面解決了兩母女的事情。最後，瑞芭和瓊恩把事情講開了，並試著站在對方的立場思考後，才了解到彼此的心境及感受… |          |                                             |                 |                                                     |                |             |
| 6 | 6        | 兄弟鐵律 Bro Code                           | 安德魯·D·韋曼   | 克瑞斯·可思 & 那斯提綸·戴伯伊                       | 2012年12月7日  | 6.01        |
| 凌晨2點，瑞芭拿到鮑比的律師寄來的離婚文件，文件上表示鮑比想要回正掛在瑞芭房內的畫，讓瑞芭非常不開心。當瑞芭走到廚房時，發現家裡出現一個不認識的男子，這才發現那是鮑比的好友彼得·馬森（史蒂芬·韋伯 飾演），兩人聊了一下，才得知鮑比曾經和彼得一同住在這裡；就在此時，凱許竟然從後門回家，讓瑞芭十分生氣而對凱許下了禁足令。莉莉梅和小金認為彼得的出現是瑞芭反擊鮑比的一個好機會，於是出了許多餿主意，要瑞芭從彼得那得到更多能反擊鮑比的資訊，但彼得表示“兄弟鐵律”是不能說出哥兒們的祕密。瓊恩因為穿肚環而感染，拜託凱許去買藥，才害凱許被禁足，於是瓊恩對凱許的要求一應俱全。莉莉梅把彼得灌醉，瑞芭藉機試探彼得，才得知原來鮑比為了協助彼得戒酒才會同住在這，讓瑞芭對於灌醉彼得一事感到歉疚，這也讓瑞芭了解到鮑比好的一面。瑞芭發現凱許及瓊恩之間，似乎隱瞞了她什麼，於是質問兩人，才得知瓊恩穿肚環的事情，讓瑞芭怒不可遏。最後瑞芭決定將畫寄回给鮑比，這也代表瑞芭變得更加茁壯了… |          |                                             |                 |                                                     |                |             |
| 7 | 7        | 馬里布聖誕快樂 Merry Malibu Christmas         | 安德魯·D·韋曼   | 蘇善·赫維茲·雅聶森                                  | 2012年12月14日 | 6.42        |
| 聖誕節到來，莉莉梅拿了一個環保回收作成的“粉紅”聖誕樹回家，讓大家感到既新奇又詭異。瓊恩發現自己並不是那麼相信“上帝”，反而希望得到更科學性的證明，而遭到凱許的調侃。教堂正在舉辦今年的聖誕歌獨唱選拔，瑞芭相當有自信的參加了比賽，而小金也是參賽者一員，當所有人都覺得瑞芭能夠贏得獨唱時，小金竟然獲得了獨唱的機會，結果讓人跌破眼鏡。傑弗瑞從教堂那得知小金能夠贏得獨唱的機會是因為小金的丈夫捐款給教堂，而小金並不知道這件事。小金在獨唱前天，跑到瑞芭家，希望瑞芭傳授一些唱歌技巧，卻又不停批評瑞芭的唱歌方式，讓瑞芭氣得將她能夠獲得獨唱的原因說出來，說完瑞芭便立刻後悔並感到自責，而小金得知後非常傷心。聖誕夜，瑞芭一家人正準備前往教堂，瓊恩表明了自己對“上帝”的看法，瑞芭並不強迫瓊恩一定要相信，她要瓊恩相信瓊恩內心想相信的，讓瓊恩有所收穫。小金不敢上台唱歌，這時，瑞芭提議站在幕後，幫小金唱歌… |          |                                             |                 |                                                     |                |             |
| 8 | 8        | 推的定義 Push Come to Shove                 | 安德魯·D·韋曼   | 比爾·馬丁 & 馬克·雪夫                               | 2013年1月4日   | 5.96        |
| 凱許在學笑被同學嘲笑是鄉巴佬，而感到非常傷心，瑞芭對此感到生氣；瓊恩表示音樂班被取消，因此沒能上音樂班，而瑞芭決定和小金一同參加音樂班重建委員會。瑞芭一加入委員會，便被選為主席，而這時，來學校開會後的她看見凱許正坐在校長室外，才得知凱許“推”了欺負他的同學，凱許向瑞芭表示自己只是因為同學故意擋在他的櫃子前面，而“輕推”了同學一下，但校長認為推如同“霸凌”一般嚴重，不能接受此說法的瑞芭僅僅向校長示範“推”的意思，校長卻深感受傷，認為瑞芭霸凌了自己，讓瑞芭非常無解。莉莉梅參加了反對藥局關門的抗議遊行，最後反而買了藥局內拍賣的零食，瑞芭不准母親在孩子面前買堆沒營養的零食，因此將那些零食扔掉，此舉讓莉莉梅非常生氣，認為瑞芭是個"暴君"。最後，音樂班的募款似乎有個好的開始… |          |                                             |                 |                                                     |                |             |
| 9 | 9        | 誠實以對 Cold Shower                        | 安德魯·D·韋曼   | 戴夫·比克爾                                         | 2013年1月11日  | 6.10        |
| 小金決定辦個“迎嬰派對”，而瑞芭為主辦人，小金為了讓派對更加完美，於是找來好友布魯克（海瑟·姵姬·肯特 飾演）與瑞芭一同籌畫派對，但是瑞芭和布魯克總是意見分歧。瓊恩仍然喜歡著賽吉，但就是無法坦白，舞會將至，瓊恩想邀約賽吉一同參加，於是暗示性的詢問賽吉，但是賽吉卻聽不出瓊恩的用意，讓瓊恩十分沮喪，而瓊恩決定從此要向前看。瑞芭對小金有些意見，因此向母親抱怨，卻被賽吉的錄影機錄下了內容，於是瑞芭與莉莉梅偷偷來到小金家，決定偷走相機，卻被小金發現，瑞芭解釋時，卻弄巧成拙，讓小金誤以為布魯克在自己背後說自己的壞話… |          |                                             |                 |                                                     |                |             |
| 10 | 10       | 錢來也 Easy Money                           | 安德魯·D·韋曼   | 雪蘿·好樂迪                                         | 2013年1月18日  | 5.88        |
| 莉莉梅玩賽馬，小金得知賽馬若是贏了，可以賺進大把鈔票，因為小金從未賺過錢，覺得新奇而決定向莉莉梅學習玩賽馬。瓊恩想要成為明星，希望瑞芭可以帶她去見巴塔先生，一圓明星夢，但瑞芭認為成功是一定要付出努力的，但瓊恩卻不這麼認為。莉莉梅和小金玩賽馬頻頻輸錢，這時，凱許卻因為在曾在農場生活，而很會看馬，讓莉莉梅與小金賺進大把鈔票，讓小金眼睛為之一亮。瓊恩為了證明成名不需“太久”，於是將自己的影片，放上You Tube，果然迎來高度人氣，讓瑞芭束手無策，這時，莉莉梅建議瑞芭乾脆直接帶瓊恩去找巴塔先生，讓她知道演藝圈的冷暖。瑞芭和瓊恩來到唱片公司，瑞芭從未“輕鬆”見到巴塔先生，因此認為巴塔先生同樣不會那麼容易見瓊恩的，結果出乎意料，巴塔先生因為瓊恩的影片點閱率超高，而願意見瓊恩，讓瑞芭覺得非常荒謬。小金賽馬上癮，甚至半夜叫醒凱許幫他選馬，莉莉梅與凱許為了讓小金戒掉賽馬，於是故意讓小金一直輸錢，最後小金生氣的決定不再賽馬。瓊恩後來因為人們不再注意自己而遭到唱片公司冷落，經過瑞芭的教導，這才知道充實自己才是更為重要… |          |                                             |                 |                                                     |                |             |
| 11 | 11       | 真實的故事 Based on a Ture Story            | 馬克·聖德卓斯基 | D. J. 瑞恩 & 凱文·沛德森                            | 2013年2月1日   | 5.99        |
| 凱許的英文作業是寫一齣獨幕劇，而凱許一直想不到到底要寫些什麼，於是瑞芭告訴凱許把自己所經歷所看到的東西，寫下來，就可以完成一齣獨幕劇，這時凱許忽然靈感湧現。隔天，瑞芭從校長口中得知凱許的獨幕劇獲得了A+，令瑞芭感到非常驚喜。回家後，瑞芭試探了一下凱許的獨幕劇劇情，而凱許卻故意避開了這個話題，讓瑞芭感到有些奇怪；莉莉梅、小金及傑弗瑞慫恿瑞芭偷看凱許的劇本，而瑞芭在好奇心作祟之下，終和莉莉梅3人偷看了劇本，才發現凱許寫的故事正是瑞芭與鮑比之間的故事，而故事中，瑞芭成了個沒有守護家庭到最後的“騙子”，讓瑞芭十分氣憤。瑞芭和凱許坦承看了劇本，令凱許非常生氣，凱許認為這只是一齣虛構的“喜劇”，但瑞芭並不這麼認為。莉莉梅看到瑞芭為此事煩惱不已，於是坦白了之前聽到瑞芭專輯內的一首歌，講述將離開母親及女兒苦楚的歌曲，雖然瑞芭認為那只是一首歌，但對莉莉梅來說，那不僅僅只是一首歌，更是莉莉梅不想承認的事實，這讓瑞芭了解了凱許在看待自己與鮑比離婚時的角度及感受… |          |                                             |                 |                                                     |                |             |
| 12 | 12       | 保姆歷險 Adventures in Babysitting          | 安德魯·D·韋曼   | 大衛·比克爾                                         | 2013年2月8日   | 6.13        |
| 傑弗瑞慌張的跑到瑞芭家，告訴瑞芭巴塔先生將要大裁員，因為瑞芭對公司毫無貢獻，所以瑞芭被列入了裁員名單之中，而瑞芭靈機一動，決定要和名歌手蕭娜（羅拉·貝爾·邦妮 飾演）合作寫歌，並要傑弗瑞幫忙牽線，最後蕭娜答應了瑞芭的邀請。蕭娜有個習慣，就是如果要和他人合作，一定會“融入”合作對象的生活，因此蕭娜搬進了瑞芭家。小金和丈夫要回婆家，正煩惱該找誰幫忙顧家時，當好莉莉梅因為受不了瑞芭的“獨裁”管制，於是決定幫忙小金顧家，順便住在那裡，暫時逃離瑞芭的“統治”。瓊恩厭倦自己總是那麼“可靠”，於是想盡辦法要脫離“可靠”這個名詞。蕭娜住在瑞芭家期間，總是“醉”一整天，讓瑞芭非常著急是否能夠在巴塔先生限定的時間內交出作品。瑞芭發現瓊恩竟然沒有去上才藝課，詢問之下，才得知蕭娜慫恿瓊恩別“規律”的生活，令瑞芭生氣的怒罵了蕭娜一頓，蕭娜非常無解的向瓊恩訴苦，但是蕭娜卻從瓊恩那看到了母親對於一個孩子的重要性，於是蕭娜決定退出演藝圈，尋回和母親破裂的感情；同樣的瑞芭也省思了莉莉梅對她的重要性… |          |                                             |                 |                                                     |                |             |
| 13 | 13       | 相信你的寶貝 Babies Having Babies           | 安德魯·D·韋曼   | 比爾·馬丁 & 馬克·雪夫                               | 2013年2月15日  | 5.78        |
| 瑞芭、莉莉梅及傑弗瑞將要去拉斯維加斯參加湯姆·瓊斯的演唱會，來個兩天一夜之旅，於是瑞芭事先準備著凱許與瓊恩的食物。有位男同學邀約瓊恩一同看電影，因此瓊恩試穿著當天要穿的衣服，詢問賽吉的意見，賽吉得知瓊恩要和其他男生出去，醋意大發，而跑去找瑞芭，希望瑞芭可以阻止瓊恩，最後，在瑞芭的逼問下，賽吉坦承了自己是個“異性戀者”，而且喜歡瓊恩。瑞芭早就猜到賽吉並非“同性戀者”，於是將此事告訴了瓊恩，正當大家以為瓊恩會大發雷霆之時，瓊恩竟高興的和賽吉相擁，並確認彼此的心意，讓瑞芭非常無解，並且決心要拆散他們。小金跑到瑞芭家告訴大家自己已經開三指的消息時，瑞芭道出賽吉並非“同性戀者”的事實，小金非常驚訝，原本小金一直認為自己“繼母”的角色扮演得非常好，卻並不知道賽吉是個異性戀，令她頗為傷心，而猶豫著能否當好自己肚子裡孩子的媽媽。莉莉梅告訴瑞芭其實她知道每當她不在時，瑞芭都在偷開派對的事實，但是莉莉梅相信瑞芭可以在開派對後，將房子打掃乾淨，因為她相信自己的孩子，這讓瑞芭有所收穫。瑞芭在安慰小金後，決定放手讓瓊恩自己解決… |          |                                             |                 |                                                     |                |             |
| 14 | 14       | 給媽媽最好的禮物 Bowling for Mama           | 菲爾·路易士     | 麥特·貝瑞                                           | 2013年2月22日  | 5.11        |
| 莉莉梅的生日將到來，瑞芭及凱許正煩惱著該送些什麼禮物，瓊恩則表示將要送莉莉梅去坐漁船來個半日遊。莉莉梅參加保齡球比賽獲得好成績而感到非常高興，因莉莉梅的隊伍中有一人告假，因此莉莉梅希望瑞芭可以加入她們的隊伍，在莉莉梅的說服下，瑞芭答應了。當瑞芭與莉莉梅一同參加比賽，瑞芭發現母親一直用言語攻擊其他隊伍，致使其他隊伍總是敗仗。莉莉梅參加的隊伍中的其他人受夠了莉莉梅的“毒舌”，於是將莉莉梅踢出隊伍，並希望瑞芭加入他們，瑞芭將此事告訴莉莉梅時，莉莉梅氣不過，便用言語激怒瑞芭，瑞芭同樣生氣的決定答應隊伍的邀請。隔天，瑞芭準備去比賽，這時莉莉梅也表示將要參加比賽，並且是加入瑞芭代表隊伍的對手隊伍，因此兩人決定要一決高下。果不其然，莉莉梅又開始在保齡球館攻擊其他隊伍的人，瑞芭也決定反擊，但最後反而影響了自己。莉莉梅表示保齡球是自己的一切，她這一生總是扮演著別人的母親或是妻子，只有在贏得保齡球比賽時，是以“莉莉梅”受到矚目，所以她才不想輸，最後瑞芭仍然因為母親的“陷害”而輸掉比賽，不過，保齡球冠軍獎座，是瑞芭給莉莉梅今年最好的生日禮物… |          |                                             |                 |                                                     |                |             |
| 15 | 15       | Oh! 老弟 Oh Brother                         | 羅比·康翠曼     | 帕特·布拉德                                         | 2013年3月1日   | 6.15        |
| 莉莉梅只有在瑞芭的弟弟布萊克（布萊克·夏爾頓 飾演）回家，或是有喪禮時，才會製作自製的特調醬料，而且，莉莉梅從來不曾將醬料的食譜傳授給任何人；這次，布萊克來到了瑞芭家，讓大家非常驚喜。可是，瑞芭對於布萊克的出現有些不悅，因為在瑞芭離婚時，布萊克不曾打過一通電話關心她，再加上瑞芭對於布萊克之前拜託她讓他加入鮑比的樂團，最後卻半途而廢一事，感到非常生氣。布萊克來此，表示決定要發揚莉莉梅的醬料，並自認一定會大賣，瑞芭覺得母親肯定不會將食譜來出來，沒想到，莉莉梅二話不說，直接把食譜來給了布萊克，讓瑞芭當場傻眼。莉莉梅決定拿錢投資布萊克，瑞芭覺得不妥，於是訓斥了布萊克一頓，布萊克作罷，莉莉梅看了有些生氣，於是告訴瑞芭，不管如何，她都會將這筆錢拿給布萊克，雖然她知道也許會失敗，但布萊克是自己的孩子，不管布萊克變成怎樣，她都有責任，也許瑞芭會認為莉莉梅很偏心，但是那是因為布萊克需要母親的關心，反觀瑞芭，則非常獨立，這讓瑞芭了解了莉莉梅的用心。瑞芭向布萊克坦白對於布萊克從未過問自己離婚的事，有些疙瘩，並表明對於布萊克退出鮑比的樂團一事感到失望，這時，布萊克道出自己是因為發現鮑比背著瑞芭偷腥，向鮑比揮了一拳，才被開除的，這讓瑞芭發現自己竟誤會了自己的弟弟… |          |                                             |                 |                                                     |                |             |
| 16 | 16       | 婚姻與馬里布的愜意生活 Marriage, Malibu Style | 安德魯·D·韋曼   | 凱文·亞培                                           | 2013年3月8日   | 5.92        |
| 瑞芭來到瓊恩的房間，竟然發現賽吉出現在女兒的房間，感到十分震驚，而且瓊恩竟然就在賽吉面前換衣，令瑞芭頗為生氣。瑞芭將自己寫的歌曲給傑弗瑞聽，傑弗瑞表示非常喜歡，但是卻覺得歌曲中充滿了堅強的瑞芭，但是聽不出瑞芭的脆弱面，於是希望瑞芭能夠將自己內心中的脆弱寫入歌曲。瑞芭完全沒有靈感，而非常苦惱，這時，凱許表示舊衣捐贈時，因為自己的舊衣服不符合馬里布的風格，而遭到退貨，於是便將瑞芭買給他的新衣服捐了出去，這讓瑞芭非常無解又氣憤，便希望凱許將新衣服拿回來。小金說服瑞芭捐錢給抗癌活動，並叫老公萊斯利來瑞芭家拿捐款，但是因為小金傳達不清楚，導致瑞芭捐款金額過少，於是萊斯利好心的決定拿錢補齊瑞芭的捐款，這讓瑞芭非常感激，而擁抱示意，結果，萊斯利竟然親吻了瑞芭，這讓瑞芭飽受驚嚇。這件事一直在瑞芭的腦海中揮之不去，於是莉莉梅建議她直接跟小金坦白。瑞芭來到小金家向小金坦白，結果小金卻表現得若無其事般，這讓瑞芭非常不舒服，而無法接受馬里布開放的觀念。瓊恩和凱許向瑞芭抱怨因為瑞芭的老舊觀念導致兩人無法融入馬里布，這讓瑞芭非常氣憤，因為瑞芭堅持女孩子的房間不能有男生，而凱許不得浪費錢，在一旁的莉莉梅對瑞芭刮目相看。小金無法忍受和瑞芭的關係鬧僵，於是前來表示自己並非不在乎丈夫拈花惹草，而是太在乎，不想失去，這讓瑞芭想起丈夫背著自己偷腥時的心情，而感觸頗深，這時，瑞芭的靈感湧現… |          |                                             |                 |                                                     |                |             |
| 17 | 17       | 新計畫 New Plans                            | 羅比·康翠曼     | 那斯提綸·戴伯伊                                     | 2013年3月15日  | 5.60        |
| 傑弗瑞告訴瑞芭巴塔先生想要見瑞芭，瑞芭不以為意，認為這次巴塔先生仍然會放自己鴿子，而輕輕鬆鬆的來到唱片公司，沒想到，這次巴塔先生真的要和瑞芭見面，這讓瑞芭驚慌失措。巴塔先生雖然非常欣賞瑞芭，但是卻希望瑞芭能夠創作“廣告歌”，瑞芭一開始非常排斥，但是後來妥協了，同時也表示，若是自己完成了一首廣告歌，希望巴塔先生能聽聽自己創造的歌曲。小金向瑞芭表示賽吉不想念正規大學，而想往音樂界前進，讓小金非常苦惱。瑞芭非常煩惱，對於廣告歌完全沒頭緒，讓她非常驚慌，這時，莉莉梅隨口唱出了一首廣告歌，而瑞芭決定利用莉莉梅的點子。瑞芭自信滿滿的來到唱片公司，正準備進去巴塔先生的辦公室和廣告商洽談時，莉莉梅慌張的打電話給瑞芭，表示自己唱出來的廣告歌，其實是從電視上看到的，只是旋律讓她印象深刻，而完全忘了這回事。瑞芭聽了非常慌張，而決定放棄之時，瑞芭靈機一動，隨意的彈出了非常完美的廣告歌，讓巴塔先生等人非常驚艷。小金希望瑞芭說服賽吉，但是瑞芭卻發現了賽吉的潛能。巴塔先生依照約定決定聽聽瑞芭的歌曲，而這時，瑞芭放棄播放自己的歌曲，反而播出賽吉的歌曲，巴塔先生聽了非常驚艷，同時也對瑞芭此舉刮目相看… |          |                                             |                 |                                                     |                |             |
| 18 | 18       | 所有單身的女士 All You Single Ladies        | 比爾·里維世     | 克瑞斯·可思                                         | 2013年3月22日  | 7.04        |
| 瑞芭宅在家中已經數週，莉莉梅、小金以及傑弗瑞受不了她每天宅在家拼圖，於是決定幫瑞芭找對象。凱許幫瑞芭修圖，並放在交友網站上，莉莉梅等人則幫瑞芭物色人選，當所有人看見布萊德（斯戴希·紀許 飾演）的照片，覺得非常適合瑞芭，瑞芭也勉為其難的接受。瑞芭前去咖啡廳赴約，卻發現母親莉莉梅竟然早已在那待命，瑞芭希望母親能夠回家，莉莉梅不放心只好假裝回家，趁瑞芭不注意，便立刻躲在咖啡廳的聖誕樹後監視瑞芭。瑞芭發現布萊德並非照片上的年輕，而有些驚嚇，而布萊德卻嫌瑞芭不夠年輕，讓瑞芭非常氣憤的和布萊德吵了起來。隔天，瑞芭向傑弗瑞抱怨著為何有男人越老越有價值，女人卻相反的價值觀，這時，莉莉梅竟然和布萊德從房間內走了出來，讓瑞芭非常驚訝，瑞芭追問為何布萊德願意和比自己老的母親約會，卻嫌自己太老，這時，布萊德表示莉莉梅有著一顆年輕的心，不像瑞芭都不願敞開心胸，這讓瑞芭決定勇敢一搏… |          |                                             |                 |                                                     |                |             |